# TT83
TT83 (Theban Tomb 83) è la sigla che identifica una delle Tombe dei Nobili ubicate nell’area della cosiddetta Necropoli Tebana, sulla sponda occidentale del Nilo dinanzi alla città di Luxor, in Egitto. Destinata a sepolture di nobili e funzionari connessi alle case regnanti, specie del Nuovo Regno, l'area venne sfruttata, come necropoli, fin dall'Antico Regno e, successivamente, sino al periodo Saitico (con la XXVI dinastia) e Tolemaico.

## Titolare
TT83 era la tomba di:
| Titolare      | Titolo                                 | Necropoli           | Dinastia/Periodo                                 | Note                                          |
| ------------- | -------------------------------------- | ------------------- | ------------------------------------------------ | --------------------------------------------- |
| Aamtju Ahmose | Governatore della Città (Tebe) e Visir | Sheikh Abd el-Qurna | XVIII dinastia (inizi del regno di Thutmosi III) | a metà altezza del versante est della collina |

## Biografia
Il nome del titolare era Aamtju, detto anche Ahmes o Ahmose, Governatore di Tebe e Visir durante la prima parte del regno di Thutmosi III. Oltre lui, solo altri due sommarono le due cariche: suo figlio User (titolare delle tombe TT61 e TT131), che assunse la carica nell'anno V di regno di Thutmosi III, e suo nipote Rekhmira (TT100), alla fine del regno di Thutmosi e all'inizio di quello del suo successore Amenhotep II.  Unica ulteriore nota biografica, ricavabile peraltro non dalla TT83 bensì dalla tomba TT131 del figlio User, è il nome della moglie: Ta-aametju.

## La tomba
TT83 appartiene alla categoria delle cosiddette tombe a "saff", ovvero strutture architettoniche che, nella facciata presentano una fila di pilastri scavati nella roccia o nel terreno. Benché tale soluzione sia riscontrabile specie nelle tombe del Medio Regno, si ritiene tuttavia che nel caso specifico la TT83 non sia una tomba del Medio Regno riusata, ma sia stata effettivamente realizzata durante la XVIII dinastia e segnatamente durante il regno di Thutmosi III.
Come solito per le tombe dell'area, un cortile, oggi molto danneggiato e quasi indefinito per le struttura che vi sono state costruite di recente, precede la facciata ampia quasi 25 m; questa, scavata direttamente nella collina, è costituita da otto pilastri quadrati. Gli stessi pilastri e il soffitto dell'atrio (molto danneggiato), erano dipinti e oggi restano solo tracce, sul soffitto, dei titoli del defunto. Un'unica porta si apre su un lungo corridoio perpendicolare alla facciata sulle cui pareti erano rappresentati riti sulla mummia e i titoli del figlio User, visir a sua volta e titolare delle tombe TT61 e TT131. Tali decorazioni, citate da Porter e Moss 1927, sono oggi scomparse.
È bene precisare che le già precarie condizioni e la particolare posizione panoramica sull'intera vallata, nonché le particolari condizioni climatiche che rendono la temperatura costante, ha fatto sì che TT83 venisse prescelta da molti egittologi per installarvi la propria abitazione provvisoria durante campagne di scavo. Primo ad occupare la tomba come propria abitazione, per circa un decennio agli inizi dell'800, fu John Gardner Wilkinson tanto che TT83 è ancora oggi nota anche come "casa di Wilkinson". Per adattarla alle sue necessità Wilkinson eresse mura in mattoni crudi e realizzò stanze tanto che al termine dei lavori la "casa" era costituita da un'anticamera, stanze da letto, salone, sala da pranzo, cucina, stanze per la servitù e colombaia (vedi planimetria).

### Annotazioni
1. ↑  La prima numerazione delle tombe, dalla numero 1 alla 253, risale al 1913 con l’edizione del "Topographical Catalogue of the Private Tombs of Thebes" di Alan Gardiner e Arthur Weigall. Le tombe erano numerate in ordine di scoperta e non geografico; ugualmente in ordine cronologico di scoperta sono le tombe dalla 253 in poi.
2. ↑  I campi della Duat, ovvero l'aldilà egizio, si trovavano, secondo le credenze, proprio sulla riva occidentale del grande fiume.
3. ↑  Nella sua epoca di utilizzo, l'area era nota come "Quella di fronte al suo Signore" (con riferimento alla riva orientale, dove si trovavano le strutture dei Palazzi di residenza dei re e i templi dei principali dei) o, più semplicemente, "Occidente di Tebe".
4. ↑  le Tombe dei Nobili, benché raggruppate in un'unica area, sono di fatto distribuite su più necropoli distinte.
5. ↑  Le note, sovente di inquadramento topografico della tomba, sono tratte dal "Topographical Catalogue" di Gardiner e Weigall, ed. 1913 e fanno perciò riferimento alla situazione dell'epoca.
6. ↑  Il fatto che le potentissime cariche siano state appannaggio della stessa famiglia per tre generazioni, così concentrando un potere enorme, potrebbe essere alla base della caduta in disgrazia del visir Rekhmira (TT100).
7. ↑  Il termine arabo saff può essere infatti tradotto con fila o riga.
8. ↑  Ipotesi ormai consolidata vuole che il corridoio, lungo 16 m e largo 1,70 che, di fatto, costituisce la tomba vera e propria fosse, in fase embrionale, quella che si sarebbe poi trasformata, se fosse stata conclusa, in una tomba a "T" capovolta tipica delle tombe del periodo, con l'aggiunta di una camera funeraria ("a" o "b" di colore rosso in planimetria) e di una sala trasversale ("c" in planimetria).
9. ↑  Circa 1,30 m x 1,40.
10. ↑  La vista spazia dal Ramesseum, ai Colossi di Memnone, a Medinet Habu, al Complesso templare di Karnak in lontananza.
11. ↑  Dopo Wilkinson abitarono la casa Robert Hay; Edward Hogg e Fulgence Fresnel (1795-1855), orientalista francese; Karl Richard Lepsius; Alexander Henry Rhind (1833-1863), archeologo scozzese e il pittore americano Joseph Lindon Smith (1863-1950) con la sua famiglia.
12. ↑  Dagli appunti dello stesso Wilkinson si desume che i frammenti di un sarcofago vennero impiegati come camino e fuochi per cucinare il cibo. Quando, infine, la TT83 venne definitivamente abbandonata come abitazione, le strutture aggiunte vennero gradualmente smantellate dagli abitanti del luogo per trarne mattoni o legno.

### Fonti
1. 1 2  Kampp 1996.
2. ↑  Gardiner e Weigall 1913.
3. ↑  Donadoni 1999,  p. 115.
4. 1 2 3  Porter e Moss 1927,  p. 167.
5. ↑  Gardiner e Weigall 1913, pp. 24-25.
6. ↑  Manniche 1988.